# Niankoré
Niankoré est une localité située dans le département de Tougan de la province du Sourou dans la région de la Boucle du Mouhoun au Burkina Faso.

## Santé et éducation
Niankoré accueille un centre de santé et de promotion sociale (CSPS).